# Lidový lékař Běloruska
Lidový lékař Běloruska (bělorusky Народны ўрач Беларусі) je běloruský čestný titul. Udílen je lékařům za významný přínos k medicíně, organizaci zdravotnictví a ochraně zdraví obyvatelstva. 

## Historie a pravidla udílení
Toto vyznamenání bylo založeno dne 23. listopadu 1988. Udělení tohoto titulu je možné nejdříve po pěti letech od udělení čestného titulu Zasloužilý lékař Běloruské republiky. Udílen je vysoce specializovaným lékařům za zásluhy při posilování zdraví populace, za poskytování lékařské péče s využitím moderních postupů a technologií a za významný přínos medicíně, které získalo uznání široké veřejnosti.